# Rodelen op de Olympische Winterspelen 2018 - estafette
De rodelestafette tijdens de Olympische Winterspelen 2018 vond plaats op 15 februari op de bobslee-, rodel- en skeletonbaan Alpensia Sliding Centre in Pyeongchang, Zuid-Korea.
Dit onderdeel stond voor de tweedemaal op het programma. Ieder estafetteteam bestond uit een mannen enkel, een vrouwen enkel en een dubbelrodel.

## Uitslag
De vrouwen gingen als eerste van start, daarna volgden de mannen en de dubbels finishten als laatste.
| #      | Land                           | Totaal tijd | Olympiërs                               | Run tijd    |
| ------ | ------------------------------ | ----------- | --------------------------------------- | ----------- |
| Goud   | Duitsland                      | 2.24,517    | Natalie Geisenberger                    | 46,870 (1)  |
| Goud   | Duitsland                      | 2.24,517    | Johannes Ludwig                         | 48,822 (5)  |
| Goud   | Duitsland                      | 2.24,517    | Tobias Wendl / Tobias Arlt              | 48,825 (1)  |
| Zilver | Canada                         | 2.24,872    | Alex Gough                              | 47,099 (4)  |
| Zilver | Canada                         | 2.24,872    | Samuel Edney                            | 48,820 (4)  |
| Zilver | Canada                         | 2.24,872    | Justin Snith / Tristan Walker           | 48,953 (2)  |
| Brons  | Oostenrijk                     | 2.24,988    | Madeleine Egle                          | 47,122 (5)  |
| Brons  | Oostenrijk                     | 2.24,988    | David Gleirscher                        | 48,758 (3)  |
| Brons  | Oostenrijk                     | 2.24,988    | Peter Penz / Georg Fischler             | 49,108 (4)  |
| 04     | Verenigde Staten               | 2.25,091    | Summer Britcher                         | 47,266 (7)  |
| 04     | Verenigde Staten               | 2.25,091    | Chris Mazdzer                           | 48,660 (2)  |
| 04     | Verenigde Staten               | 2.25,091    | Matthew Mortensen / Jayson Terdiman     | 49,165 (5)  |
| 05     | Italië                         | 2.25,093    | Andrea Vötter                           | 47,078 (2)  |
| 05     | Italië                         | 2.25,093    | Dominik Fischnaller                     | 48,827 (6)  |
| 05     | Italië                         | 2.25,093    | Ivan Nagler / Fabian Malleier           | 49,188 (6)  |
| 06     | Letland                        | 2.25,315    | Ulla Zirne                              | 47,369 (8)  |
| 06     | Letland                        | 2.25,315    | Kristers Aparjods                       | 48,891 (7)  |
| 06     | Letland                        | 2.25,315    | Andris Šics / Juris Šics                | 49,055 (3)  |
| 07     | Olympische atleten uit Rusland | 2.25,349    | Jekaterina Batoerina                    | 47,523 (9)  |
| 07     | Olympische atleten uit Rusland | 2.25,349    | Roman Repilov                           | 48,615 (1)  |
| 07     | Olympische atleten uit Rusland | 2.25,349    | Aleksandr Denisjev / Vladislav Antonov  | 49,211 (7)  |
| 08     | Polen                          | 2.26,413    | Ewa Kuls                                | 47,711 (10) |
| 08     | Polen                          | 2.26,413    | Maciej Kurowski                         | 49,134 (8)  |
| 08     | Polen                          | 2.26,413    | Wojciech Chmielewski / Jakub Kowalewski | 49,568 (9)  |
| 09     | Zuid-Korea                     | 2.26,543    | Aileen Frisch                           | 47,211 (6)  |
| 09     | Zuid-Korea                     | 2.26,543    | Lim Man-kyu                             | 49,854 (13) |
| 09     | Zuid-Korea                     | 2.26,543    | Park Jin-yong / Cho Jung-myung          | 49,478 (8)  |
| 10     | Roemenië                       | 2.26,844    | Raluca Strămăturaru                     | 47,097 (3)  |
| 10     | Roemenië                       | 2.26,844    | Valentin Crețu                          | 49,609 (12) |
| 10     | Roemenië                       | 2.26,844    | Cosmin Atodiresei / Ştefan Musei        | 50,138 (12) |
| 11     | Slowakije                      | 2.26,993    | Katarína Šimoňáková                     | 48,032 (11) |
| 11     | Slowakije                      | 2.26,993    | Jozef Ninis                             | 49,326 (11) |
| 11     | Slowakije                      | 2.26,993    | Marek Solčanský / Karol Stuchlák        | 49,635 (10) |
| 12     | Tsjechië                       | 2.27,061    | Tereza Nosková                          | 48,238 (12) |
| 12     | Tsjechië                       | 2.27,061    | Ondřej Hyman                            | 49,178 (10) |
| 12     | Tsjechië                       | 2.27,061    | Lukáš Brož / Antonín Brož               | 49,645 (11) |
| 13     | Oekraïne                       | 2.31,003    | Olena Schkhumova                        | 51,503 (13) |
| 13     | Oekraïne                       | 2.31,003    | Anton Dukach                            | 49,135 (9)  |
| 13     | Oekraïne                       | 2.31,003    | Oleksandr Obolonchyk / Roman Zakharkis  | 50,365 (13) |